# Politechnika Bydgoska im. Jana i Jędrzeja Śniadeckich

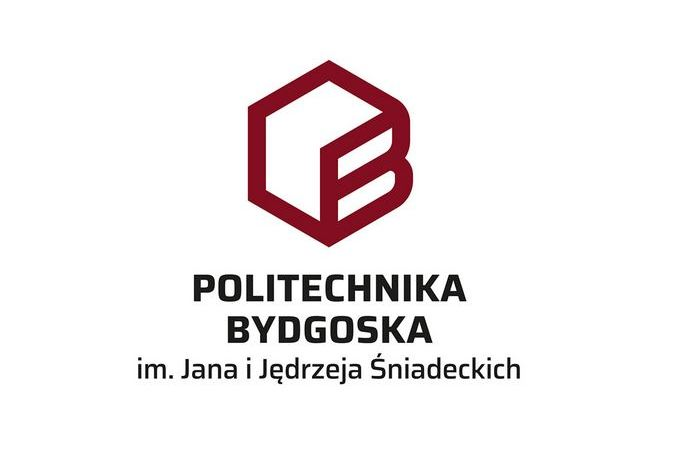
Logo Politechniki Bydgoskiej

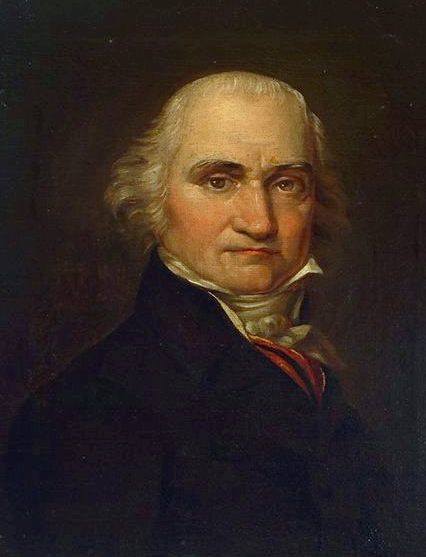
Jan Śniadecki (1756–1830) – patron uniwersytetu; urodzony w Żninie. Był astronomem, matematykiem, filozofem i geografem

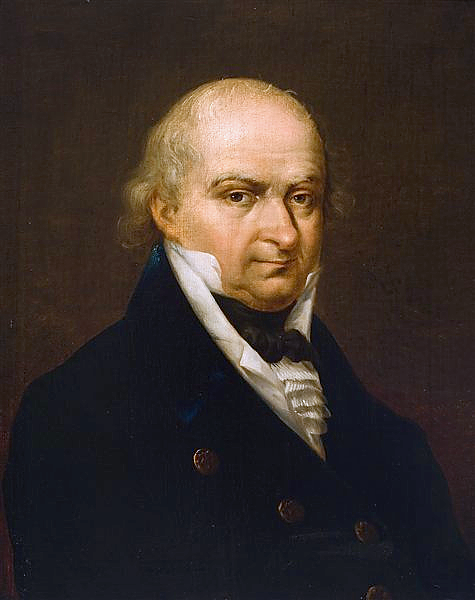
Jędrzej Śniadecki (1768–1838) – patron uniwersytetu; brat Jana; także urodzony w Żninie. Był lekarzem, biologiem, chemikiem i filozofem

Politechnika Bydgoska im. Jana i Jędrzeja Śniadeckich (PBŚ) – największa i najstarsza państwowa uczelnia w Bydgoszczy.
Politechnika Bydgoska jest najstarszą publiczną uczelnią bydgoską, której geneza sięga 1951 (nie licząc półakademickiej Akademii Rolniczej istniejącej w Bydgoszczy w latach 1920–1923). Uczelnia czterokrotnie zmieniała swój charakter, strukturę organizacyjną oraz nazwę:
- lata 1951–1964: Wieczorowa Szkoła Inżynierska z dwoma wydziałami – Mechanicznym i Chemicznym;
- lata 1964–1974: Wyższa Szkoła Inżynierska realizująca kształcenie na czterech wydziałach technicznych w systemie dziennym, wieczorowym i zaocznym;
- lata 1974–2006: Akademia Techniczno-Rolnicza, po połączeniu WSI z bydgoską Filią Akademii Rolniczej w Poznaniu;
- lata 2006–2021: Uniwersytet Technologiczno-Przyrodniczy;
- od 1 września 2021: Politechnika Bydgoska[4].

## Charakterystyka
Politechnika Bydgoska to uczelnia o dziewięciu wydziałach. Sześć wydziałów PBŚ posiada uprawnienia do nadawania stopnia naukowego doktora, a 4 spośród nich także do nadawania stopnia doktora habilitowanego z możliwością przeprowadzania postępowania o nadanie tytułu naukowego profesora (wydziały: Inżynierii Mechanicznej, Rolnictwa i Biotechnologii, Hodowli i Biologii Zwierząt oraz Budownictwa, Architektury i Inżynierii Środowiska). Specyfiką uczelni jest nacisk na realizację prac badawczych w zakresie techniki i przyrody we współpracy z uczelniami krajowymi i zagranicznymi. Uczelnia współpracuje z miejscowymi przedsiębiorstwami oraz jest udziałowcem Bydgoskiego Parku Przemysłowego. Każdego roku jest organizatorem kilkudziesięciu konferencji naukowych. Proces dydaktyczny realizowany jest na studiach inżynierskich, magisterskich, podyplomowych i doktoranckich.
W 2022 uczelnia kształciła ok. 5 tys. studentów na 34 kierunkach, 90 specjalnościach. Mury uczelni opuściło ponad 70 tys. absolwentów. Absolwentami uczelni są m.in. projektant stadionu olimpijskiego w Sydney mgr inż. Edmund Obiała oraz kryptolog prof. Józef Pieprzyk. W ogólnopolskich rankingach uczelni wyższych w latach 2004–2010 UTP plasował się najwyżej z publicznych uczelni bydgoskich.
Politechnika Bydgoska prowadzi także inicjatywy ukierunkowane na lokalną społeczność, m.in. Bydgoski Festiwal Nauki, Uniwersytet Trzeciego Wieku, Politechnika Bydgoska Młodego Odkrywcy oraz liczne imprezy plenerowe: Akademicki Jarmark Bożonarodzeniowy, Akademicki Jarmark Wielkanocny.

## Historia

### Wieczorowa Szkoła Inżynierska 1951–1964
Pomysł zorganizowania Wieczorowej Szkoły Inżynierskiej w Bydgoszczy zrodził się w Oddziale Stowarzyszenia Inżynierów i Techników Mechaników Polskich w Bydgoszczy.
Projekt ten znalazł ogromne poparcie zarówno ówczesnych władz politycznych i administracyjnych, dostrzegających potrzebę kształcenia kadry kierowniczej dla rozwijającego się przemysłu, jak i społeczeństwa regionu, w którym brakowało dotychczas szkoły wyższej o profilu technicznym. Na mocy uchwały Prezydium Rządu z 23 czerwca 1951 powołano Wieczorową Szkołę Inżynierską, natomiast formalnie nastąpiło to 10 stycznia 1952.
Na początku istnienia szkoła obejmowała dwa wydziały:
- Mechaniczny, z siedzibą w Bydgoszczy, w budynku Technikum Mechanicznego;
- Chemiczny, w którego skład wchodziły dwa oddziały: Oddział A w Mątwach koło Inowrocławia przy Zakładach Sodowych oraz B w Bydgoszczy-Łęgnowie przy Zakładach Chemicznych „ERG”.

Kadra naukowa uczelni początkowo wywodziła się spośród pracowników przemysłu, Uniwersytetu Mikołaja Kopernika w Toruniu oraz Technikum Mechaniczno-Elektrycznego w Bydgoszczy. Pierwszym rektorem Wieczorowej Szkoły Inżynierskiej w Bydgoszczy został doc. dr Ernest Pischinger – chemik, pracownik UMK, a dziekanem Wydziału Mechanicznego – inż. Jan Kudelski, przewodniczący Oddziału Wojewódzkiego Naczelnej Organizacji Technicznej w Bydgoszczy. Pierwszymi dziekanami Wydziału Chemicznego byli: dr inż. Stefan Jajte (Oddziału w Mątwach), a oddziału bydgoskiego – w latach 1951–1953 mgr inż. Jerzy Olszewski, ówczesny dyrektor techniczny Zakładów Chemicznych „ERG” w Bydgoszczy, późniejszy minister przemysłu chemicznego.

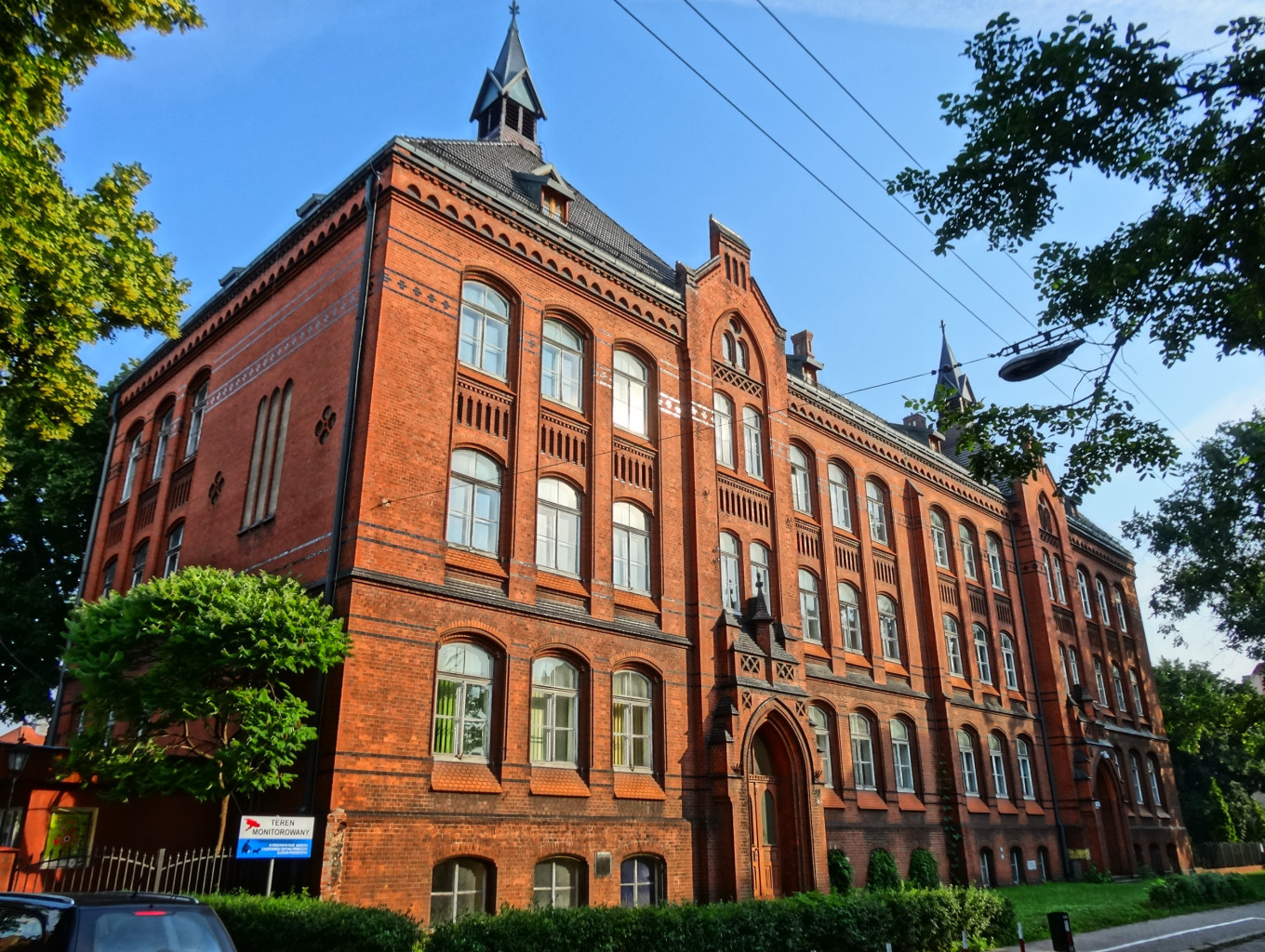
Jeden z budynków przy ul. Kordeckiego na początku działalności uczelni

Początkowo rektorat i Wydział Mechaniczny mieściły się przy ul. Zygmunta Augusta 20. W drugim roku działalności uczelnia otrzymała do dyspozycji pomieszczenia w budynku przy ul. Kordeckiego 20. Część zajęć odbywała się także w budynku Zespołu Szkół Mechanicznych przy ul. Św. Trójcy oraz w zakładach przemysłowych. W 1954 na potrzeby naukowo-dydaktyczne uczelni przekazano cały budynek przy ul. Kordeckiego 20.
Działalność WSI w latach 50. napotykała na duże trudności. W 1957 zawiesił swoją działalność Wydział Chemiczny. W 1959 podjęto starania o przekształcenie szkoły w Wyższą Szkołę Inżynierską, przeznaczając na jej rzecz obszar przy ul. Kordeckiego 18–20, ul. Św. Trójcy i Kruszwickiej. Na tym terenie do 1982 wybudowano halę warsztatową, budynek audytoryjny i dom mieszkalny dla potrzeb kadry naukowej. W kwietniu 1961 powołano Wydział Telekomunikacji na mocy porozumienia z ministerstwem łączności. 1 lutego 1962 rozpoczęło na nim studia pierwszych 104 pracowników resortu łączności, pochodzących ze wszystkich rejonów Polski. Dziekanem Wydziału został jego organizator mgr inż. Tadeusz Wysocki.

### Wyższa Szkoła Inżynierska 1964–1974
12 września 1964 na mocy rozporządzenia Rady Ministrów uczelnia została przekształcona w Wyższą Szkołę Inżynierską z uprawnieniami do prowadzenia nauczania inżynierskiego w trybie studiów dziennych i studiów dla pracujących (wieczorowych i zaocznych).
W 1964 powołano Wydział Telekomunikacji i Elektrotechniki (na bazie Wydziału Telekomunikacji), a w 1965 Wydział Ogólnotechniczny, na którym funkcjonowały 2 kierunki studiów: mechaniczny i elektryczny. Na studiach zaocznych i wieczorowych były 4 kierunki studiów: mechanika, chemia, elektrotechnika i budownictwo. W maju 1966 reaktywowano Wydział Technologii Chemicznej, ulokowany w budynku przy ul. Seminaryjnej, który od 1973 uzyskał uprawnienia do naboru studentów na dzienne studia magisterskie. Podobną drogę rozwoju przeszedł powołany w 1967 Wydział Budownictwa Lądowego; otwarto na nim 2 kierunki studiów: budownictwa miejskiego i przemysłowego oraz budowy dróg i ulic. W 1968 otrzymał on na swoje potrzeby budynek przy ul Grodzkiej.
Ustawa o szkolnictwie wyższym z 1968 zrównała pod względem praw i obowiązków Wyższe Szkoły Inżynierskie ze szkołami akademickimi, na czym zyskała bydgoska uczelnia. W latach 1971–1974 uzyskała ona prawo prowadzenia jednolitych studiów magisterskich na kierunkach: budownictwo lądowe, technologia mechaniczna, telekomunikacja, technologia chemiczna i elektrotechnika.
Konsekwencją rozwoju uczelni był wzrost liczby studentów i pracowników. O ile w 1961 w WSI kształciło się ogółem 315 studentów, to w 1966 liczba studiujących wynosiła 1836, a w 1971 – 3456 osób. W 1971 w WSI zatrudnionych było ogółem 472 pracowników, w tym 163 nauczycieli akademickich. 18 listopada 1968 Wyższej Szkole Inżynierskiej w Bydgoszczy nadano imię Jana i Jędrzeja Śniadeckich.
W 1966 ukończono prace projektowe, zakładające rozbudowę uczelni na terenie dzielnicy Błonie między ulicami: Szubińską, Koszarową, Wysoką i Seminaryjną. Ostatecznie w tym rejonie wybudowano tylko dwa domy studenckie, gdyż od 1969 toczyła się dyskusja dotycząca lokalizacji bydgoskiego Ośrodka Szkół Wyższych. W jej wyniku, w 1972 wybrano i zatwierdzono do realizacji wariant budowy ośrodka na obszarze 120 ha w obrębie nowej bydgoskiej dzielnicy Fordon.
Równolegle z rozwojem studiów technicznych, w połowie lat 60. utworzono w Bydgoszczy filię Wyższej Szkoły Rolniczej w Poznaniu. Opierała się ona m.in. na dorobku Instytutów Rolniczych, istniejących w Bydgoszczy od 1906. Pozycja naukowa filii powoli wzrastała; decydowała o tym przede wszystkim spora liczba samodzielnych pracowników nauki i ich zaangażowanie w problematykę naukowo-badawczą. W 1972, na marginesie rozwoju WSI, nastąpiło przekształcenie Wyższej Szkoły Rolniczej w Poznaniu w Akademię Rolniczą, a jednocześnie filia tej uczelni w Bydgoszczy uzyskała status samodzielnej jednostki organizacyjnej jako Zamiejscowy Wydział Rolniczy z Oddziałem Zootechnicznym. Funkcję pierwszego dziekana wydziału powierzono doc. dr hab. Wojciechowi Cieśli. Jednostki organizacyjne tej uczelni mieściły się w obiektach zlokalizowanych przy ulicach: Bernardyńskiej 6, Mazowieckiej 28, Hetmańskiej 28 oraz w Osielsku.
W 1974 rektor WSI prof. Stanisław Kielan zainicjował połączenie Wyższej Szkoły Inżynierskiej oraz bydgoskiej Filii Akademii Rolniczej w Poznaniu w jedną uczelnię. WSI miała wówczas 4 wydziały i zatrudniała 284 nauczycieli akademickich, w tym 29 samodzielnych pracowników nauki, zaś Filia Akademii Rolniczej w Poznaniu z siedzibą w Bydgoszczy, obejmująca Wydział Rolniczy z Oddziałem Zootechnicznym, zatrudniała 80 nauczycieli akademickich, w tym 17 samodzielnych pracowników nauki.

### Akademia Techniczno-Rolnicza 1974–2006

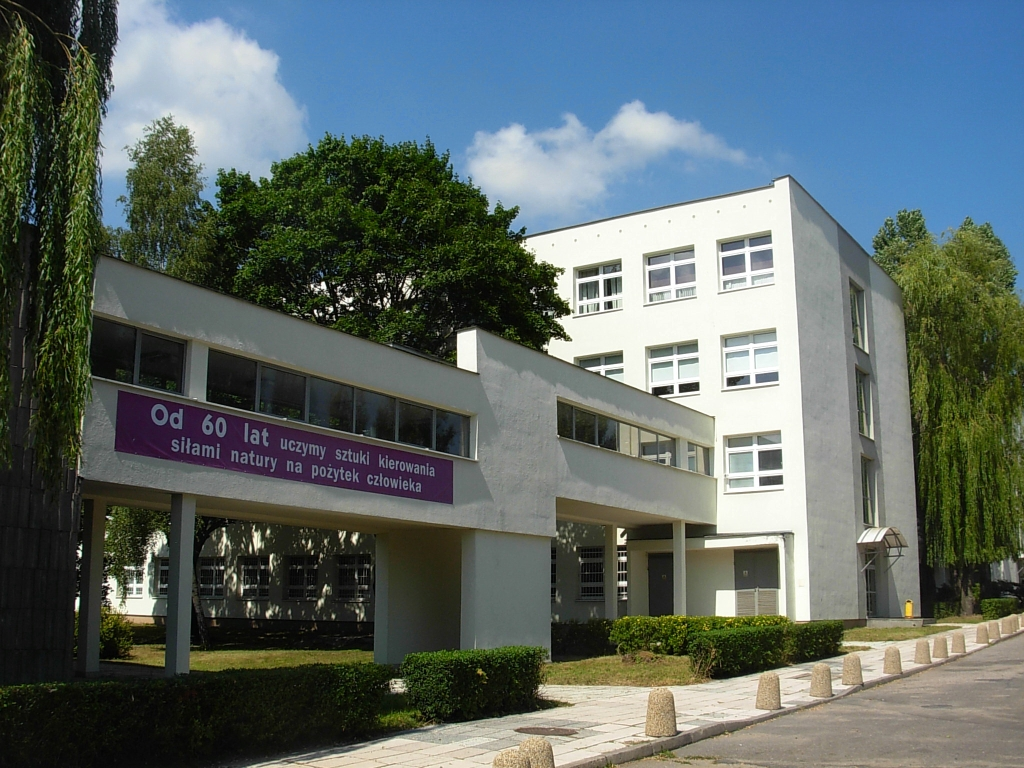
Fragment kampusu wzniesionego w latach 70. XX w. w bydgoskiej dzielnicy Fordon

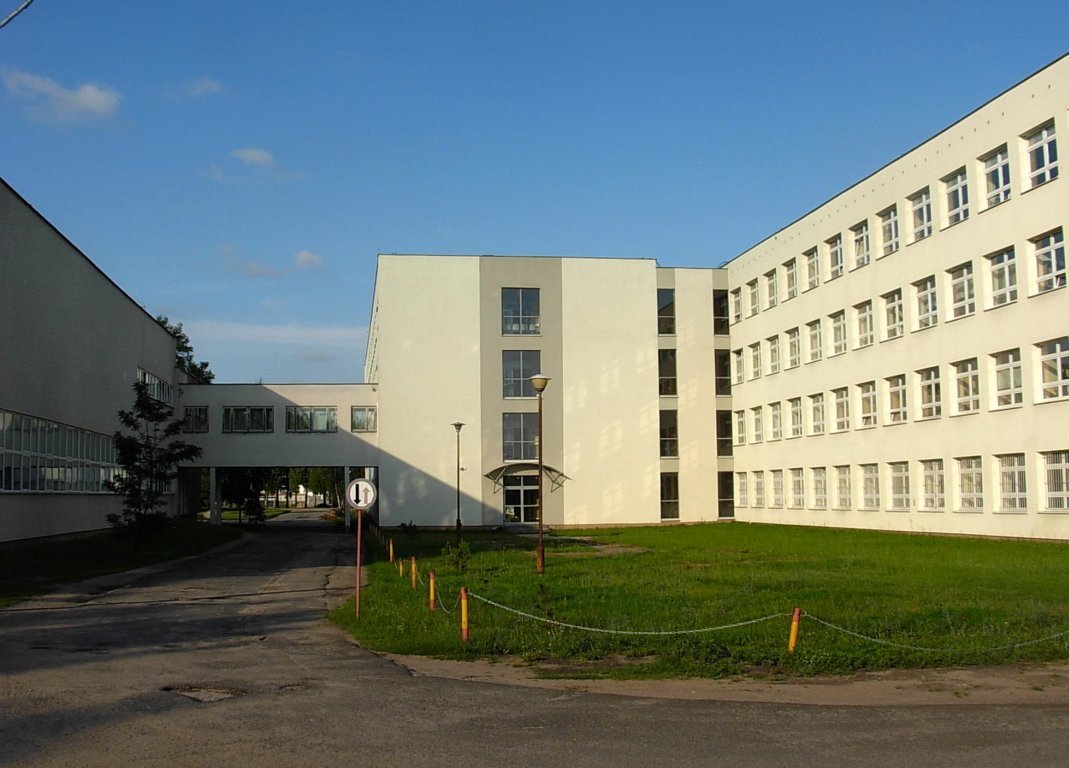
Budynki dydaktyczno-naukowe w Fordonie

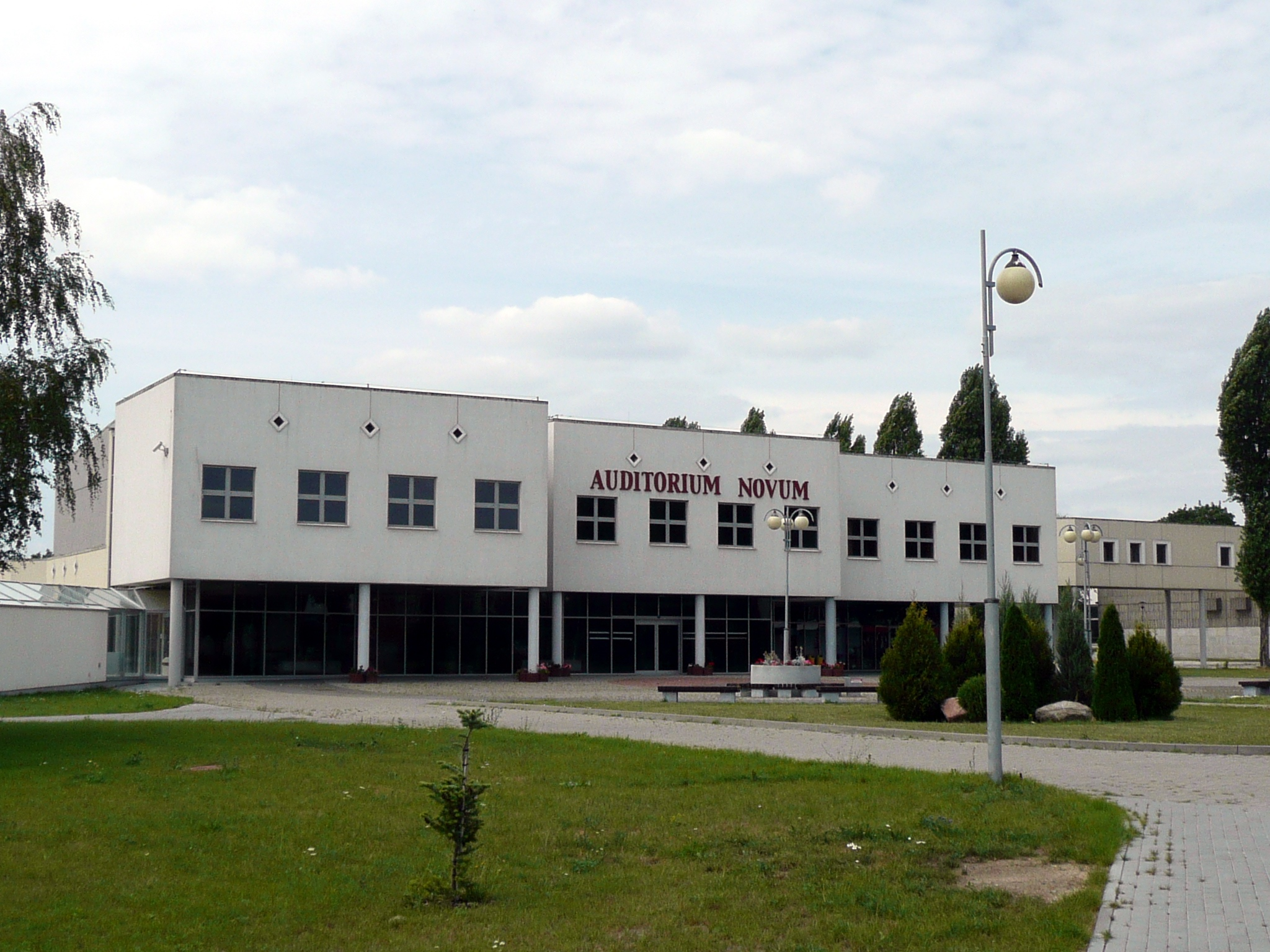
Auditorium Novum (Fordon)

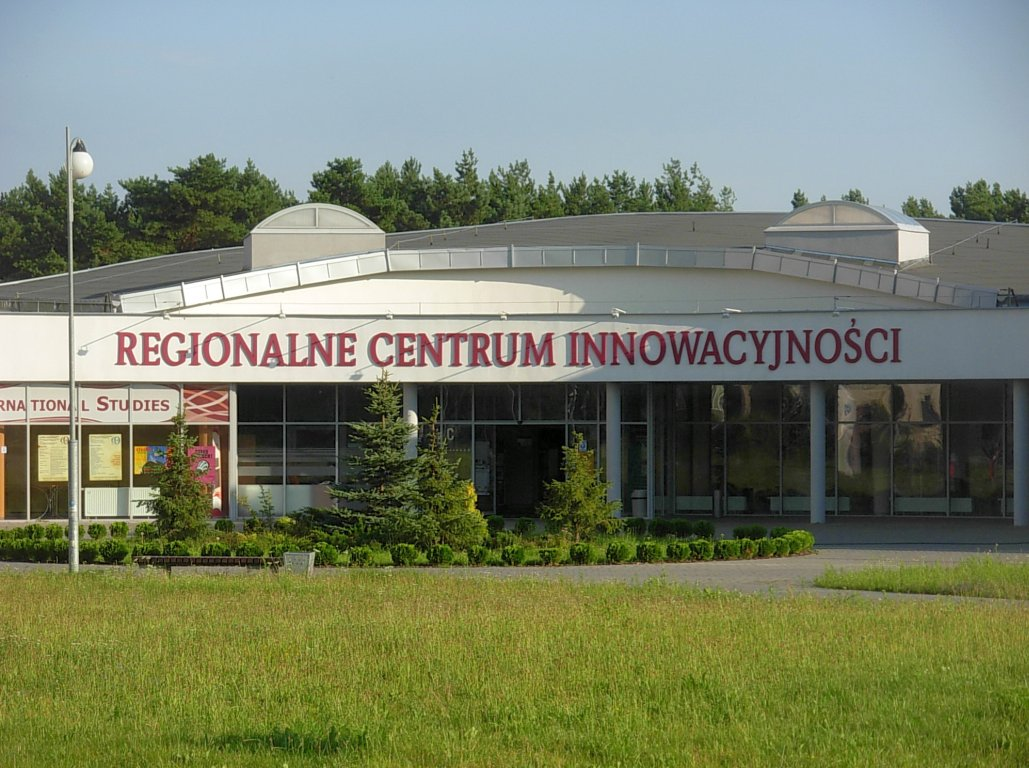
Fragment budynku Regionalnego Centrum Innowacyjności (Fordon)

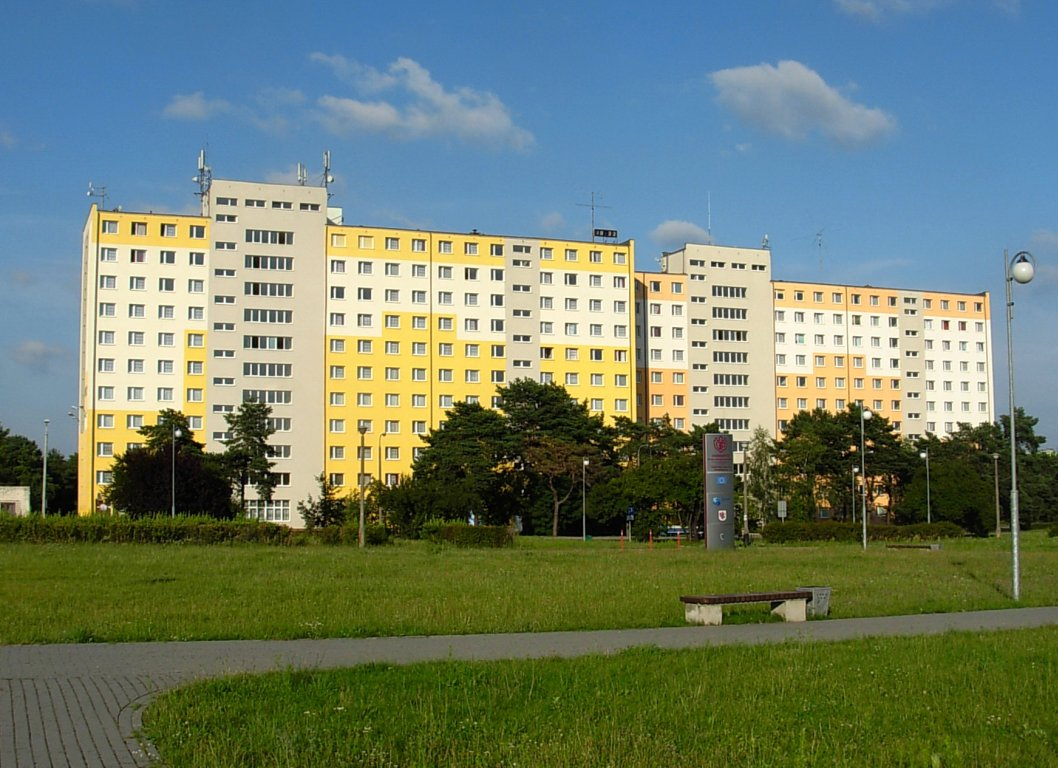
Domy studenckie przy ul. Kaliskiego w Fordonie

Połączenie Wyższej Szkoły Inżynierskiej oraz bydgoskiej Filii Akademii Rolniczej nastąpiło w sierpniu 1974. Nowa uczelnia zyskała nazwę Akademii Techniczno-Rolniczej im. Jana i Jędrzeja Śniadeckich w Bydgoszczy. Rektorem ATR został doc. dr hab. Jerzy Roszak, który uprzednio był dziekanem Wydziału Chemicznego Politechniki Warszawskiej.
Równocześnie z utworzeniem ATR rozpoczęto budowę ośrodka szkół wyższych w Nowym Fordonie. 19 lipca 1974 odbyło się uroczyste wmurowanie aktu erekcyjnego. Zakładano, że budowa zostanie zrealizowana w trzech etapach. W pierwszym miały powstać obiekty, w których planowano lokalizację Wydziału Telekomunikacji i Elektrotechniki, Wydziału Budownictwa Lądowego i Zespołów Międzywydziałowych, a także dwa domy studenckie, stołówkę na 1200 miejsc oraz Hotel Asystencki. Jednymi z projektantów obiektów byli:  Zdzisław Kostrzewa (gen. projektant), współpracownicy Rafał Kostrzewa, Andrzej Modrzejowski.
W 1977 oddano do użytku pierwszy obiekt – Dom Studencki F1 na 640 miejsc oraz kilka budynków uczelnianych, z przeznaczeniem dla Wydziału Telekomunikacji i Elektrotechniki. 10 października 1977 na terenie nowych obiektów ATR odbyła się uroczysta inauguracja roku akademickiego 1977/1978. 
Pogarszająca się sytuacja gospodarcza Polski powodowała osłabnięcie tempa budowy kolejnych obiektów. Do 1981 oddano do użytku kilka następnych budynków w stanie surowym, w których znalazła miejsce m.in. Biblioteka Główna, wzniesiono Dom Studencki F2 i stołówkę akademicką. W latach 1977–1980 rozbudowano również zaplecze naukowo-dydaktyczne w Osielsku dla kierunku mechanizacja rolnictwa.
W latach 1975–1984 Akademia Techniczno-Rolnicza posiadała strukturę składającą się z instytutów spełniających funkcję wydziałów:
- Budownictwa Lądowego,
- Rolniczego,
- Telekomunikacji i Elektrotechniki,
- Technologii i Inżynierii Chemicznej,
- Technologii i Eksploatacji Maszyn,
- Zootechnicznego,

oraz siedem jednostek międzywydziałowych.
Liczba studentów wzrosła w tym okresie do 7 tys., a liczba nauczycieli akademickich przekraczała 600 osób, w tym 162 doktorów, docentów i profesorów.
W 1975 Wydział Rolniczy jako pierwszy na uczelni uzyskał uprawnienia do nadawania stopnia naukowego doktora. W 1978 podobne uprawnienia uzyskał Wydział Zootechniczny. W 1977 powstał pierwszy zamiejscowy punkt konsultacyjny ATR we Włocławku.
Niezwykle trudne dla uczelni były lata 80. XX w. Okresowo wstrzymano rekrutację na niektóre kierunki wydziałów: Budownictwa, Mechanicznego i Rolniczego, co spowodowało w 1986 spadek liczby studentów do 2,9 tys., a nauczycieli akademickich do 533. W 1984 przywrócono uczelni strukturę wydziałową, zaś w tym samym roku Wydział Rolniczy uzyskał jako pierwszy uprawnienia do nadawania stopnia doktora habilitowanego. W 1987 zorganizowano przy ATR pierwsze Krajowe Sympozjum Telekomunikacji, które w ciągu kolejnych lat znacznie się rozwinęły gromadząc corocznie kilkuset specjalistów w branży telekomunikacyjnej.
Zła sytuacja ekonomiczna kraju w latach 80. spowodowała wstrzymanie budowy dalszych zaplanowanych obiektów uczelni. W związku z tym wprowadzono korekty w zagospodarowaniu obiektów istniejących. W połowie lat 80. rozpoczęła się dyslokacja niektórych wydziałów do obiektów w Fordonie, m.in. Mechanicznego i Rolniczego. Proces ten kontynuowano w latach 90. W 1992 rozpoczęto przenosiny Wydziału Budownictwa z budynku przy ul. Grodzkiej, a w 1998 po ukończeniu hali technologicznej, zakończono przenosiny Wydziału Mechanicznego z budynku przy ul. Kordeckiego. W pierwszej połowie lat 90. w ośrodku ATR w Fordonie mieściły się trzy wydziały, dwa instytuty międzywydziałowe, Studium Języków Obcych oraz Biblioteka Główna. W 1992 z Osielska do Fordonu została przeniesiona Katedra Maszyn Rolniczych i Pojazdów, a w 1994 dawny Wydział Budownictwa zmienił nazwę na Wydział Budownictwa i Inżynierii Środowiska.
W latach 90. XX w. znacznie wzrosła liczba kierunków studiów, a poszczególne wydziały uzyskiwały prawa doktoryzowania (1993 – Wydział Mechaniczny, 1998 – Wydział Telekomunikacji i Elektrotechniki, 1999 – Wydział Budownictwa i Inżynierii Środowiska, 2003 – Wydział Technologii i Inżynierii Chemicznej) lub nadawania stopnia naukowego doktora habilitowanego (1998 – Wydział Zootechniczny, 2002 – Wydział Mechaniczny). Od 1996 na uczelni funkcjonowało także studium doktoranckie (Wydział Rolniczy)
W 2000 liczba kierunków studiów wynosiła 14, specjalności 37, a kierunków dyplomowania 57.
W efekcie tych działań, od 1991 do 2000 nastąpił trzykrotny wzrost liczby studentów z 3,3 do 10,0 tys., a nauczycieli akademickich z 526 do 677. Liczba profesorów i doktorów habilitowanych wzrosła z 84 w 1991 do 107 w 1996 roku. W 1996 odbyła się pierwsza w dziejach uczelni uroczystość nadania doktora honoris causa, którą otrzymał prof. dr hab. Stanisław Grabarczyk.
Od 1998 wzrosła inwestycyjna aktywność uczelni. W tym roku oddano halę technologiczną, która znacznie wzbogaciła bazę laboratoryjno-dydaktyczną, szczególnie Wydziału Mechanicznego. Natomiast w 2001 uczelnia wzbogaciła się o kompleks dydaktyczny w Fordonie, obejmujący salę audytoryjną na 550 miejsc oraz 4 sale dydaktyczne. Kolejna duża inwestycja, to finansowane z udziałem funduszy unijnych Regionalne Centrum Innowacyjności.

### Uniwersytet Technologiczno-Przyrodniczy 2006–2021

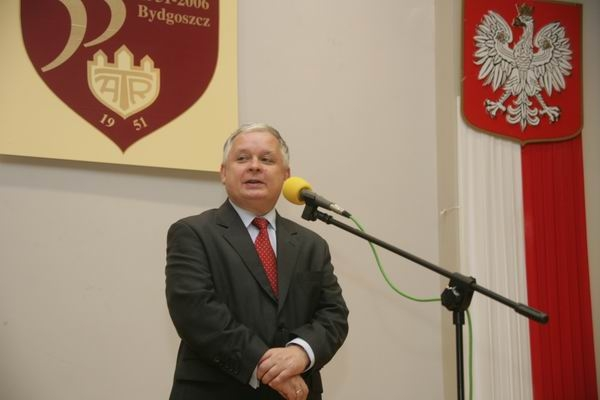
Lech Kaczyński podczas wizyty w uczelni podpisał ustawę nadającą jej rangę uniwersytetu

W 2005 Senat uczelni podjął uchwałę w sprawie przekształcenia ATR w Uniwersytet Technologiczno-Przyrodniczy im. Jana i Jędrzeja Śniadeckich. 15 października 2006 Sejm przyjął ustawę o nadaniu nowych nazw niektórym publicznym uczelniom akademickim. 30 października 2006 prezydent Lech Kaczyński w auli ATR uroczyście podpisał tę ustawę. Ustawa została opublikowana w Dzienniku Ustaw z 2006 nr 202, poz. 1483 z dnia 8 listopada 2006.
W 2007 otwarto Regionalne Centrum Innowacyjności – kompleks jednostek informacyjnych i szkoleniowych, pełniących funkcję ośrodka pośredniczącego między sferą badawczą a przedsiębiorstwami. Realizacja drugiego etapu RCI trwała do 2013 i objęłą powstanie 28 nowoczesnych laboratoriów badawczych w ramach struktur wszystkich wydziałów uczelni. W tym samym roku otwarto Wydział Zarządzania, a w kolejnych latach uczelnia wzbogaciła ofertę edukacyjną o architekturę i urbanistykę oraz inżynierię biomedyczną realizowaną we współpracy z Collegium Medicum UMK w Bydgoszczy.
Według Webometrycznego Rankingu Uniwersytetów Świata ze stycznia 2015, pokazującego zaangażowanie instytucji akademickich w istnieniu w sieci Web, uczelnia zajmuje 16. miejsce w Polsce wśród uczelni technicznych, a na świecie 2412. pośród wszystkich typów uczelni.
W nocy z 14 na 15 października 2015 w czasie tradycyjnych otrzęsin na uczelni zginęły dwie studentki w wieku 20 i 24 lat oraz 19-letni student, którzy zostali stratowani przez tłum.
W początku 2019 uczelnia uzyskała pozwolenie na budowę nowego, trzykondygnacyjnego, podpiwniczonego budynku dydaktyczno-administracyjnego o geometrycznej, nowoczesnej bryle z elewacją ze szkła i gładkich płyt betonowych. Obiekt o powierzchni użytkowej ponad 4,5 tys. m² powstanie na planie litery C przy głównej arterii wjazdowej z Kaliskiego na teren uniwersytecki, bezpośrednio za Auditorium Novum, z którym będzie połączony łącznikiem. Gmach składać się będzie z dwóch segmentów. Część A, z pomieszczeniami dydaktyczno-laboratoryjnymi, będzie można dowolnie aranżować, a w części B zaplanowano arenową salę audytoryjną na 520–600 osób, z możliwością podziału na dwie lub cztery niezależne, mniejsze sale. W podziemiach znajdą się magazyny oraz pomieszczenia techniczne. Przetarg na realizację obiektu rozpisano w kwietniu 2020, w październiku 2020 podpisano umowę na realizację z wykonawcą (Budimex), kamień węgielny wmurowano 22 stycznia 2021, a oddanie do użytku przewidywane jest między czerwcem a wrześniem 2022. Koszt realizacji inwestycji wynosi niespełna 37 mln zł.
29 kwietnia 2021 podpisano umowę z firmą Budimex, przewidującą zaprojektowanie w 2021 i budowę do 2023 na pozyskanych od miasta gruntach u zbiegu ulic Akademickiej i Kaliskiego Akademickiego Centrum Sportu. Nowy budynek dysponował będzie wielofunkcyjnymi boiskami do koszykówki, siatkówki, piłki ręcznej czy badmintona oraz ścianką wspinaczkową. Na drugiej kondygnacji zlokalizowane będą siłownie, sala cardio oraz strefa sauny. W obiekcie funkcjonować będą również sale do fitnessu, tańca, aerobiku, baletu czy rehabilitacji ruchowej. Koszt realizacji inwestycji to ponad 20 mln zł. Kamień węgielny pod budowę wmurowano 8 kwietnia 2022.

### Politechnika Bydgoska – od 2021
W lutym 2021 wśród kadry dydaktycznej uczelni przeprowadzono referendum ws. przekształcenia jej w Politechnikę Bydgoską im. Jana i Jędrzeja Śniadeckich; koncepcję tę poparła zdecydowana większość głosujących (83,2 proc. przy frekwencji 75 proc. wśród nauczycieli akademickich i 60 proc. wśród pozostałych pracowników uczelni). 26 lutego 2021 minister edukacji i nauki zaakceptował wniosek i skierował go na drogę ustawową. 6 kwietnia 2021 projekt odpowiedniej ustawy przyjął Komitet Stały Rady Ministrów, a 28 kwietnia 2021 Rada Ministrów. Odpowiednia ustawa została przyjęta przez Sejm 20 maja 2021 i podpisana przez Prezydenta RP 24 czerwca 2021.
9 stycznia 2023 otwarto Dziekanat Centralny, który przejął obsługę słuchaczy z dotychczasowych dziekanatów. 28 października 2023 Politechnika Bydgoska otrzymała zgodę na utworzenie kierunku lekarskiego, w tym celu wyrażono zgodę o przejęciu przez uczelnię Wielospecjalistycznego Szpitala Miejskiego należącego dotychczas do miasta Bydgoszcz. 1 grudnia 2023 nastąpiło uroczyste otwarcie nowej jednostki w strukturze Uczelni - Wydziały Medycznego PBŚ. 24 kwietnia 2024 Rada Miasta Bydgoszczy wyraziła zgodę na przekazanie uczelni Wielospecjalistycznego Szpitala Miejskiego im. dr. Emila Warmińskiego w Bydgoszczy, przejęcie ma odbyć się na przełomie II i III kwartału 2024.

## Władze uczelni
W kadencji 2020–2024:
| Stanowisko                                    | Imię i nazwisko                  |
| --------------------------------------------- | -------------------------------- |
| Rektor                                        | prof. dr hab. inż. Marek Adamski |
| Prorektor ds. kształcenia i spraw studenckich | dr hab. inż. Małgorzata Gotowska |
| Prorektor ds. nauki i ewaluacji               | dr hab. inż. Łukasz Skowroński   |
| Prorektor ds. rozwoju                         | dr hab. inż. Szymon Różański     |

### Poczet rektorów
Na podstawie:
1. prof. dr Ernest Pischinger (1951–1967)
2. prof. dr hab. Józef Słomiński (1967–1971)
3. prof. Stanisław Kielan (1971–1974)
4. prof. dr hab. inż. Jerzy Roszak (1974–1981)
5. prof. dr hab. inż. Stanisław Grabarczyk (1981–1982)
6. prof. dr inż. Józef Sałaciński (1982–1984)
7. prof. dr hab. inż. Wojciech Cieśla (1984–1990)
8. prof. dr hab. inż. Józef Szala (1990–1993)
9. prof. dr hab. Jerzy Pączkowski (1993–1996)
10. prof. dr hab. inż. Janusz Sempruch (1996–2002)
11. prof. dr hab. inż. Zbigniew Skinder (2002–2008)
12. prof. dr hab. inż. Antoni Bukaluk (2008–2016)
13. prof. dr hab. inż. Tomasz Topoliński (2016–2020)
14. prof. dr hab. inż. Marek Adamski (od 2020)

## Doktorzy honoris causa
Doktorzy honoris causa UTP:
- prof. dr hab. inż. Stanisław Grabarczyk (1996)
- prof. dr hab. inż. Andrzej Dubas (2001)
- prof. dr hab. Janusz Zaluska (2005)
- prof. dr hab. Andrzej Faruga (2005)
- prof. zw. dr hab. Jan Harasymowicz (2007)
- prof. zw. dr hab. Bolesław Wojciechowicz (2007)
- prof. dr inż. Jerzy Sypniewski (2008)
- prof. dr hab. Wojciech Budzyński (2008)
- prof. dr hab. inż. Józef Szala (2009)
- prof. dr hab. Marian Różycki (2010)
- prof. Gerhard Ertl (2011)
- prof. dr hab. Jerzy Ziółko (2013)
- mgr Tomasz Zaboklicki (2015)
- prof. dr hab. Stanisław Kalembasa (2018)
- prof. dr hab. Andrzej Rutkowski (2019)
- mgr Marek Małecki (2019)
- prof. dr. hab. inż. Ryszard Tadeusiewicz (2020)

## Wydziały i kierunki

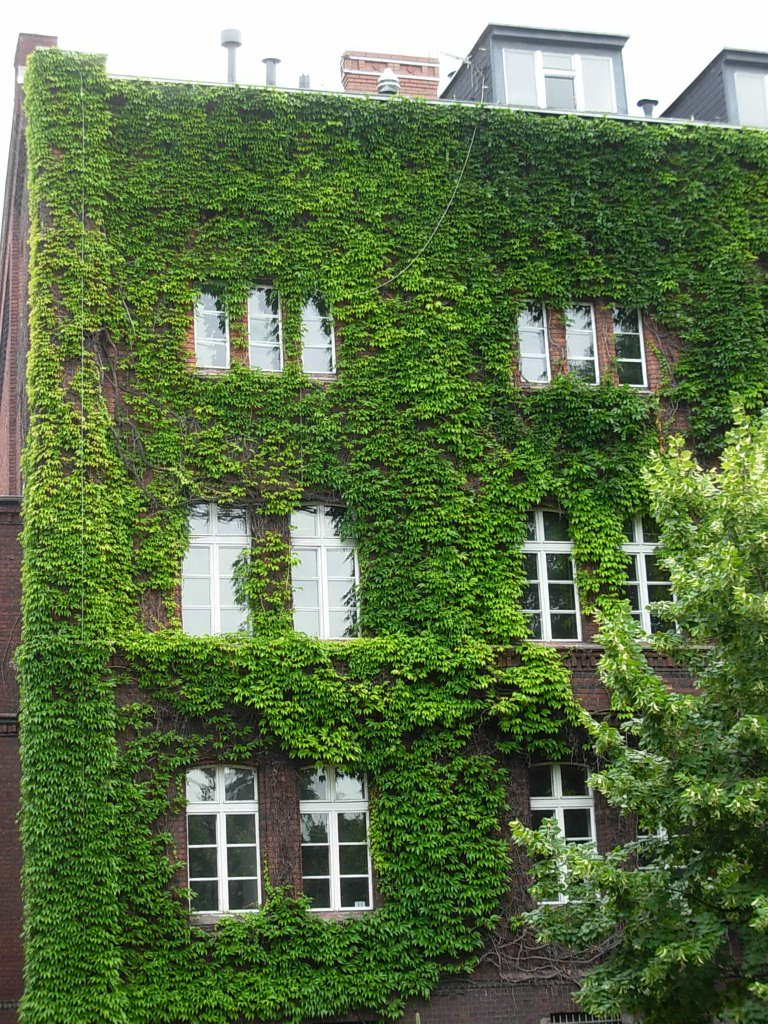
Siedziba Wydziału Rolnictwa i Biotechnologii przy ul. Bernardyńskiej. Winobluszcz trójklapowy na fasadzie jest pomnikiem przyrody

Obecnie Politechnika Bydgoska kształci studentów na kierunkach I i II stopnia w ramach 9 wydziałów:
- Budownictwa, Architektury i Inżynierii Środowiska
  - Architektura
  - Budownictwo
  - Geodezja i kartografia
  - Inżynieria środowiska

- Hodowli i Biologii Zwierząt
  - Inspekcja weterynaryjna
  - Bezpieczeństwo produktów zwierzęcych
  - Zoofizjoterapia
  - Zootechnika

- Inżynierii Mechanicznej
  - Inżynieria biomedyczna
  - Inżynieria odnawialnych źródeł energii
  - Mechanika i budowa maszyn
  - Mechatronika
  - Transport
  - Wzornictwo
  - Przetwórstwo tworzyw sztucznych – studia dualne

- Rolnictwa i Biotechnologii
  - Architektura krajobrazu
  - Biotechnologia
  - Rolnictwo
  - Technologia żywności i żywienie człowieka
  - Zielarstwo i fitoterapia

- Sztuk Projektowych
  - Architektura wnętrz
  - Komunikacja wizualna
  - Wzornictwo

- Technologii i Inżynierii Chemicznej
  - Analityka chemiczna i spożywcza
  - Inżynieria materiałowa
  - Technologia chemiczna
  - Technologia żywności i żywienie człowieka

- Telekomunikacji, Informatyki i Elektrotechniki
  - Elektronika i telekomunikacja
  - Elektrotechnika
  - Energetyka
  - Informatyka stosowana
  - Teleinformatyka

- Zarządzania
  - Finanse i rachunkowość
  - Zarządzanie
  - Zarządzanie i inżynieria produkcji

- Medyczny
  - Pielęgniarstwo
  - kierunek Lekarski

## Baza lokalowa
Niektóre budynki w gestii uczelni, obecnie i w minionym okresie:
| Obiekt                    | Rok wzniesienia budynku | Lata użytkowania przez UTP | Uwagi | Zdjęcie |
| ------------------------- | ----------------------- | -------------------------- | --- | ------- |
| al. Prof. S. Kaliskiego 7 | 1977                    | od 1977                    | Siedziba Rektoratu, Siedziba Wydziałów: Telekomunikacji, Informatyki i Elektrotechniki, Inżynierii Mechanicznej, Budownictwa, Architektury i Inżynierii Środowiska, mieści także jednostki Wydziału Rolnictwa i Biotechnologii, Instytut Matematyki i Fizyki, Studium Języków Obcych oraz Bibliotekę Główną |         |
| al. Prof. S. Kaliskiego 7 | 2001                    | od 2001                    | Auditorium Novum; mieści salę audytoryjną na 550 miejsc oraz pomieszczenia dydaktyczne |         |
| al. Prof. S. Kaliskiego 7 | 2007                    | od 2007                    | Regionalne Centrum Innowacyjności |         |
| ul. Kordeckiego 20        | 1902                    | 1952–2019                  | W latach 1952–2019 mieścił się tu Wydział Rolnictwa i Biotechnologii, Wydział Hodowli i Biologii Zwierząt, Studium Wychowania Fizycznego. W 2017 uzgodniono sprzedaż obiektu samorządowi wojewódzkiemu, który jednak wycofał się z tej transakcji. W czerwcu 2020 obiekt przejęło Wojsko Polskie.           |         |
| ul. Św. Trójcy 37         | 1911                    | 1952–1953                  | Odbywały się w nim zajęcia studentów Wydziału Mechanicznego w początkowym okresie istnienia uczelni |         |
| ul. Seminaryjna 3         | 1907                    | od 1966                    | Siedziba Wydziału Technologii i Inżynierii Chemicznej |         |
| ul. Bernardyńska 6/8      | 1872                    | od 1967                    | Siedziba Wydziału Rolnictwa i Biotechnologii, mieści także jednostki Wydziału Hodowli i Biologii Zwierząt |         |
| ul. Mazowiecka 28         |                         | od 1968                    | Siedziba Wydziału Hodowli i Biologii Zwierząt |         |
| ul. Grodzka 18–22         | 1858                    | 1968–2007                  | Przez kilkadziesiąt lat mieściła się w nim siedziba Wydziału Budownictwa. |         |
| ul. Fordońska 430         |                         |                            | siedziba Wydział Zarządzania |         |